# 新潟県道336号出雲崎石地線
新潟県道336号出雲崎石地線（にいがたけんどう336ごう いずもざきいしじせん）は、新潟県三島郡出雲崎町から同県柏崎市に至る一般県道である。出雲崎町・柏崎市境の工事が完了し、2011年6月2日全線開通。

## 概要

### 路線データ
- 起点：新潟県三島郡出雲崎町大字小木字番場（新潟県道574号寺泊西山線交点）
- 終点：新潟県柏崎市西山町石地（国道352号交点）

## 通過する自治体
- 新潟県
  - 三島郡出雲崎町 - 柏崎市

## 接続する道路
- 新潟県道574号寺泊西山線（起点：小木交差点）
- 国道352号（北陸道）（終点：柏崎市西山町石地）

## 周辺
- JR越後線 小木ノ城駅
- 国道116号 出雲崎バイパス
- 新潟県警察 柏崎警察署 石地駐在所
- 石地郵便局
- 石地中央海水浴場
- 勝見鉱泉